# Metropolitan Police FC
Metropolitan Police FC (celým názvem: Metropolitan Police Football Club) je anglický fotbalový klub, který sídlí ve vesnici Molesey v nemetropolitním hrabství Surrey, nedaleko jihozápadního Londýna. Založen byl v roce 1919. V počátcích existence hráli za klub pouze členové londýnského policejního sboru, odtud je také původ názvu. Od sezóny 2018/19 hraje v Southern Football League Premier Division South (7. nejvyšší soutěž). Klubové barvy jsou modrá a černá.
Své domácí zápasy odehrává na stadionu Imber Court s kapacitou 3 000 diváků.

## Získané trofeje
- Surrey Senior Cup ( 2× )
  - 1932/33, 2014/15
- London Senior Cup ( 1× )
  - 2009/10

## Úspěchy v domácích pohárech
Zdroj: 
- FA Cup
  - 1. kolo: 1931/32, 1984/85, 1993/94, 2012/13
- FA Amateur Cup
  - Semifinále: 1933/34
- FA Trophy
  - 2. kolo: 1989/90
- FA Vase
  - Čtvrtfinále: 1994/95

## Umístění v jednotlivých sezonách
Stručný přehled
Zdroj: 
- 1960–1971: Metropolitan League
- 1971–1977: Southern Football League (Division One South)
- 1977–1978: Isthmian League (Second Division)
- 1978–1985: Isthmian League (First Division)
- 1985–1988: Isthmian League (Second Division South)
- 1988–1991: Isthmian League (First Division)
- 1991–2002: Isthmian League (Second Division)
- 2002–2004: Isthmian League (Division One South)
- 2004–2006: Isthmian League (Division One)
- 2006–2011: Isthmian League (Division One South)
- 2011–2018: Isthmian League (Premier Division)
- 2018– : Southern Football League (Premier Division South)

Jednotlivé ročníky
Zdroj: 
Legenda: Z – zápasy, V – výhry, R – remízy, P – porážky, VG – vstřelené góly, OG – obdržené góly, +/- – rozdíl skóre, B – body, červené podbarvení – sestup, zelené podbarvení – postup, fialové podbarvení – reorganizace, změna skupiny či soutěže
| Sezóny  | Liga                                              | Úroveň | Z  | V  | R  | P  | VG  | OG | +/- | B  | Pozice |
| ------- | ------------------------------------------------- | ------ | -- | -- | -- | -- | --- | -- | --- | -- | ------ |
| 2009/10 | Isthmian League (Division One South)              | 8      | 42 | 17 | 9  | 16 | 59  | 50 | +9  | 60 | 10.    |
| 2010/11 | Isthmian League (Division One South)              | 8      | 42 | 30 | 6  | 6  | 102 | 41 | +61 | 96 | 1.     |
| 2011/12 | Isthmian League (Premier Division)                | 7      | 42 | 18 | 6  | 18 | 63  | 46 | +17 | 60 | 12.    |
| 2012/13 | Isthmian League (Premier Division)                | 7      | 42 | 20 | 10 | 12 | 65  | 56 | +9  | 70 | 6.     |
| 2013/14 | Isthmian League (Premier Division)                | 7      | 46 | 15 | 13 | 18 | 58  | 59 | -1  | 58 | 17.    |
| 2014/15 | Isthmian League (Premier Division)                | 7      | 46 | 21 | 12 | 13 | 72  | 51 | +21 | 75 | 5.     |
| 2015/16 | Isthmian League (Premier Division)                | 7      | 46 | 17 | 10 | 19 | 60  | 79 | -19 | 61 | 12.    |
| 2016/17 | Isthmian League (Premier Division)                | 7      | 46 | 15 | 9  | 22 | 54  | 72 | -18 | 54 | 17.    |
| 2017/18 | Isthmian League (Premier Division)                | 7      | 46 | 19 | 12 | 15 | 76  | 71 | +5  | 66 | 10.    |
| 2018/19 | Southern Football League (Premier Division South) | 7      | 42 |    |    |    |     |    |     |    |        |

Poznámky
- 2017/18: Klubu byly z důvodu porušení stanov soutěže odečteny tři body.